# Кастрі-ді-Лечче
Кастрі-ді-Лечче (італ. Castri di Lecce, сиц. Castrì) — муніципалітет в Італії, у регіоні Апулія,  провінція Лечче.
Кастрі-ді-Лечче розташоване на відстані близько 520 км на схід від Рима, 155 км на південний схід від Барі, 13 км на південний схід від Лечче.
Населення — 2945 осіб (2014).
Щорічний фестиваль відбувається 15 червня. Покровитель — святий Віт.

## Демографія
Населення за роками:

Станом на 1 січня 2023 року в муніципалітеті офіційно проживав 101 іноземець з 20 країн, серед них 14 громадян країн Євросоюзу.

## Сусідні муніципалітети
- Калімера
- Капрарика-ді-Лечче
- Ліццанелло
- Верноле